# الجرنين (إب)

تعديل مصدري - تعديل

الجرنين هي إحدى قرى عزلة بلادشار بمديرية إب التابعة لمحافظة إب، بلغ تعداد سكانها 847 نسمة حسب تعداد اليمن لعام 2004.